# Malaterra (série télévisée)
Ne doit pas être confondu avec Malaterre, Malaterra ou Geoffroi Malaterra.
Malaterra est une série télévisée française en 8 épisodes de 52 minutes, adaptée par Stéphane Kaminka de la série britannique Broadchurch de Chris Chibnall, et diffusée du 18 novembre au 9 décembre 2015 sur France 2.
En Belgique, la série est diffusée du 16 novembre au 7 décembre 2015 sur AB3.
Même si la série est un remake de la série à succès britannique Broadchurch, plusieurs éléments diffèrent, notamment sur l'identité du meurtrier et son mobile.

## Synopsis
Le meurtre d'un jeune garçon, Nathan Viviani, vient ébranler la communauté unie de Malaterra, un village côtier de Corse. Le commandant Thomas Rotman, fraichement nommé à ce poste et étranger au village, est chargé de l'enquête avec l'adjudant-chef Karine Marchetti, proche de la famille de la victime. Il est convaincu que le coupable est parmi les habitants, contrairement à sa collègue qui refuse d'imaginer que le mal puisse venir du village où elle a grandi. Les nombreux secrets des habitants ne résisteront pas à une enquête difficile.

## Distribution
| Les enquêteurs - Simon Abkarian : Capitaine Thomas Rotman - Constance Dollé : Adjudant-chef Karine Marchetti - Michaël Abiteboul : Ange Antonetti, médecin légiste - Philippe Landoulsi : Procureur La famille Viviani - Louise Monot : Élisabeth Viviani, mère de Nathan - Nicolas Duvauchelle : Pierre Viviani, père de Nathan - Délia Espinat-Dief : Anna Viviani, sœur de Nathan - Nathan Lourenço : Nathan Viviani, la victime La famille Marchetti - Catherine Hiegel : Rose Olivesi, mère de Karine Marchetti - Yves Afonso : Toussaint Olivesi, père de Karine Marchetti - Florence Thomassin : Annabelle Olivesi, sœur de Karine Marchetti - Jean-Stan DuPac : Lisandru Marchetti, fils de Karine Marchetti, 11 ans - Baptiste Deleuil : Louis Marchetti, fils de Karine Marchetti, 2 ans | Les journalistes - Marie Denarnaud : Sabrina Sahnoune, journaliste au Parisien - Nathalie Cerda : Marie Jouanno, correspondante de Corse matin - Michaël Gregorio : Julien Lopez, stagiaire à Corse matin Les habitants de Malaterra - Béatrice Dalle : Suzanne Leroy - Hubert Delattre : Timothée Taddei, ami et collègue de Pierre Viviani - Sophie de La Rochefoucauld : Martine Vaneste, commerçante - Guillaume Marquet : Père Clément Costil - Arly Jover : Adriana Agnese, propriétaire d'un hôtel - Gaëtan Vassart : Kevin Costa, médium |

## Production

### Développement

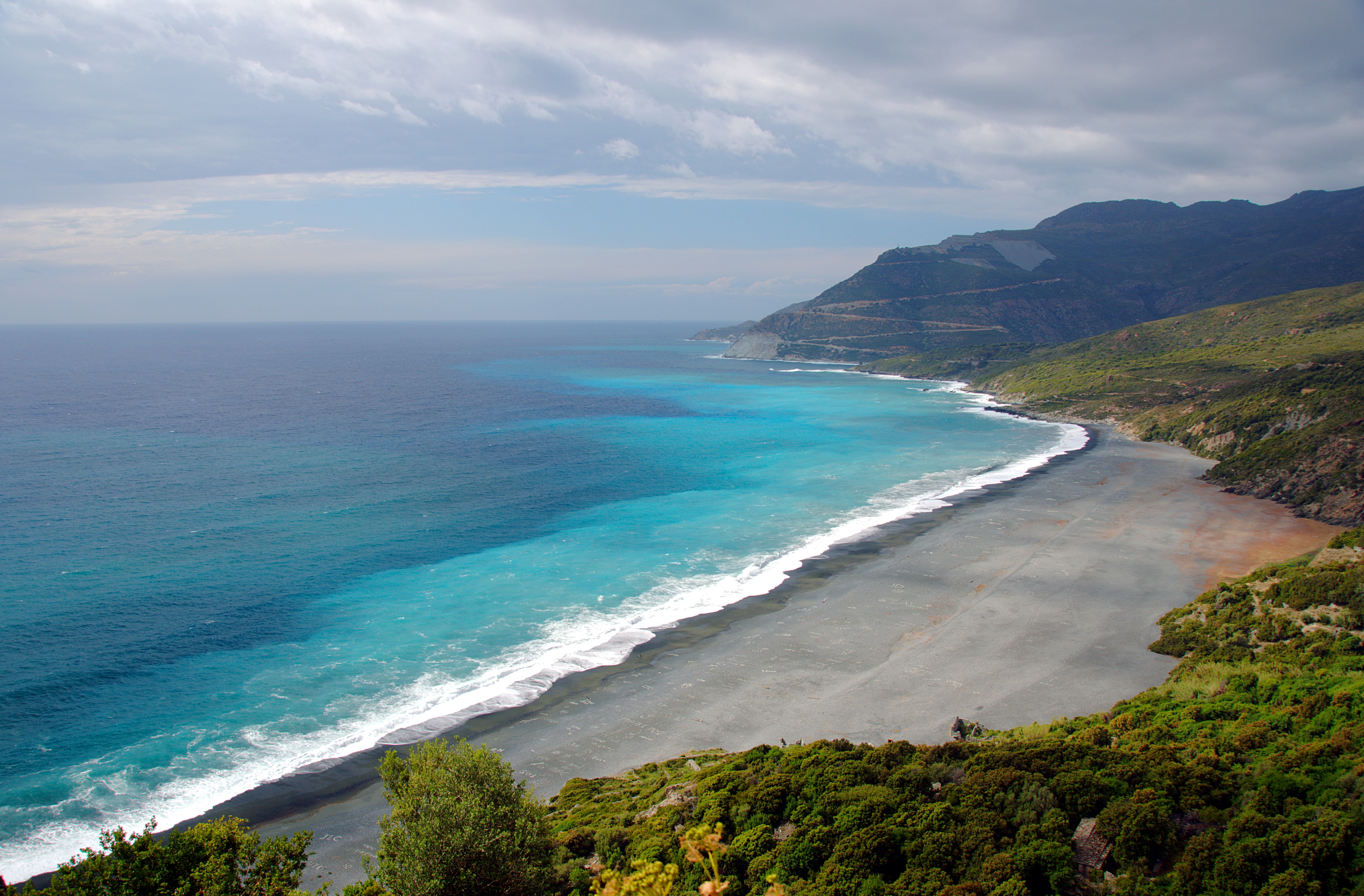
Plage de Nonza en Haute-Corse, lieu de découverte du corps.

Le développement d'un remake français de Broadchurch est mis en route par le producteur Shine France Films et la chaîne France 2 avant que la série britannique ne soit diffusée en France. Alors que Broadchurch rencontre un succès critique et commercial auprès du public français, les producteurs décident de ne pas modifier leurs plans pour le remake. En décembre 2014, la chaîne annonce que la série se nomme Malaterra et que sa réalisation est confiée à Jean-Xavier de Lestrade. En mars 2015, est annoncé une première partie du casting : Simon Abkarian et Constance Dollé dans le rôle des enquêteurs, Nicolas Duvauchelle et Louise Monot dans celui des parents. Quelques jours plus tard, Béatrice Dalle et Michaël Gregorio les rejoignent.
Même s'il s'agit d'un remake, la productrice Nora Melhli précise que : « Malaterra n'est pas un copier-coller de Broadchurch, mais une adaptation qui - au fil des épisodes - s'affranchit complètement de ses origines ». Si le début est identique, le coupable et le mobile du meurtre sont différents. Interrogé à propos du remake, David Tennant, acteur principal de Broadchurch, raconte : « Le premier épisode est très bien pensé. Ça lance les choses dans une direction très différente par rapport à la version originale. [...] Je sais qu'ils ont fait quelque chose de très malin ».
La série est tournée de mars à juillet 2015 en Corse, lieu de l'action, et en Île-de-France. Les prises de vue ont lieu en Haute-Corse pour l'extérieur, plus précisément à Saint-Florent (citadelle où Nathan est assassiné), Patrimonio, Pieve et sur la plage et dans le village de Nonza (notamment l'église Santa-Ghjulia),,.
Le 15 décembre 2015, le directeur de la fiction de France 2 Thierry Sorel annonce que la série est arrêtée et ne connaîtra pas de seconde saison, faute d'avoir eu des audiences satisfaisantes sur la cible des ménagères de moins de cinquante ans

### Fiche technique

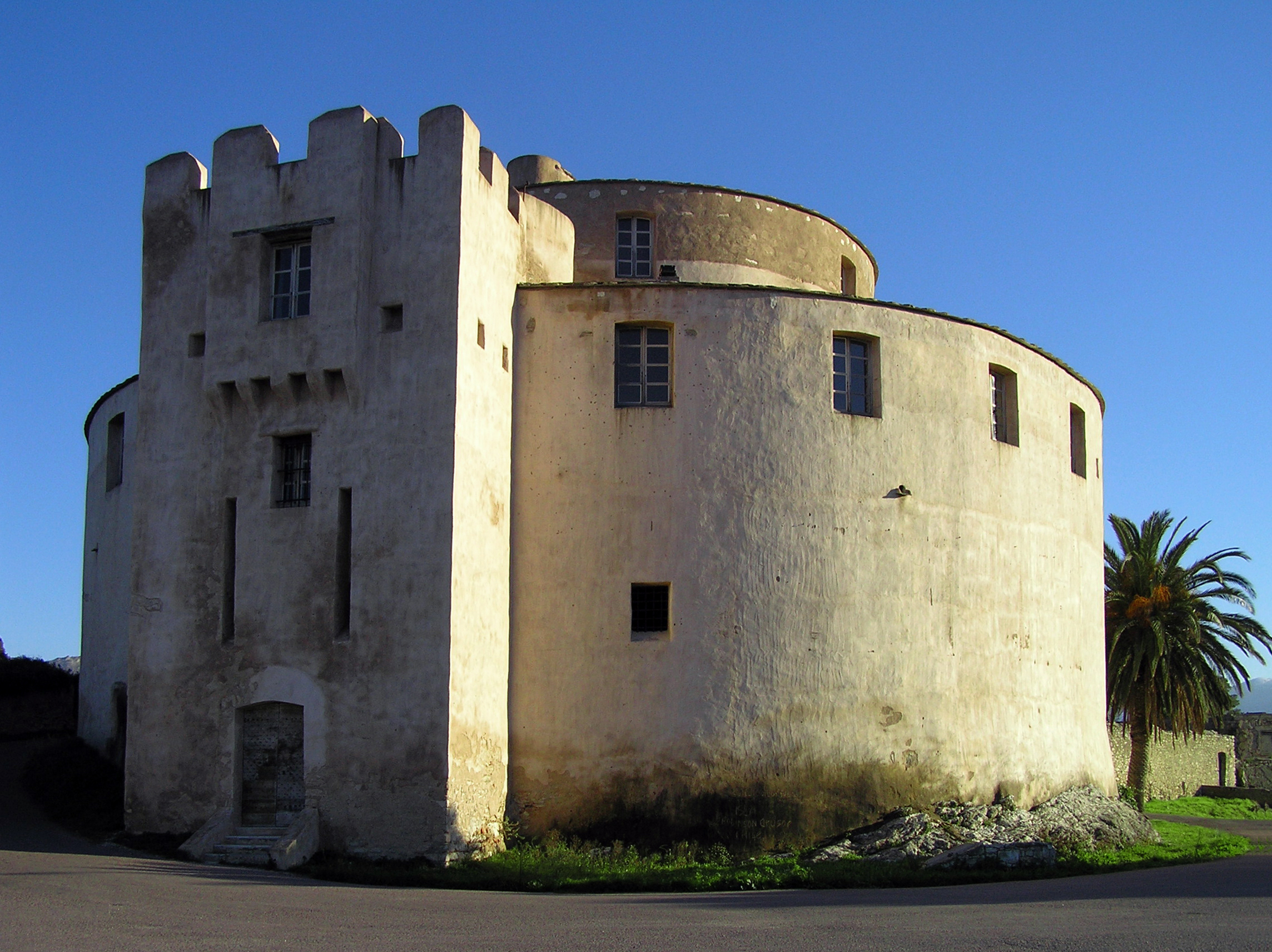
Citadelle de Saint-Florent, lieu du meurtre.

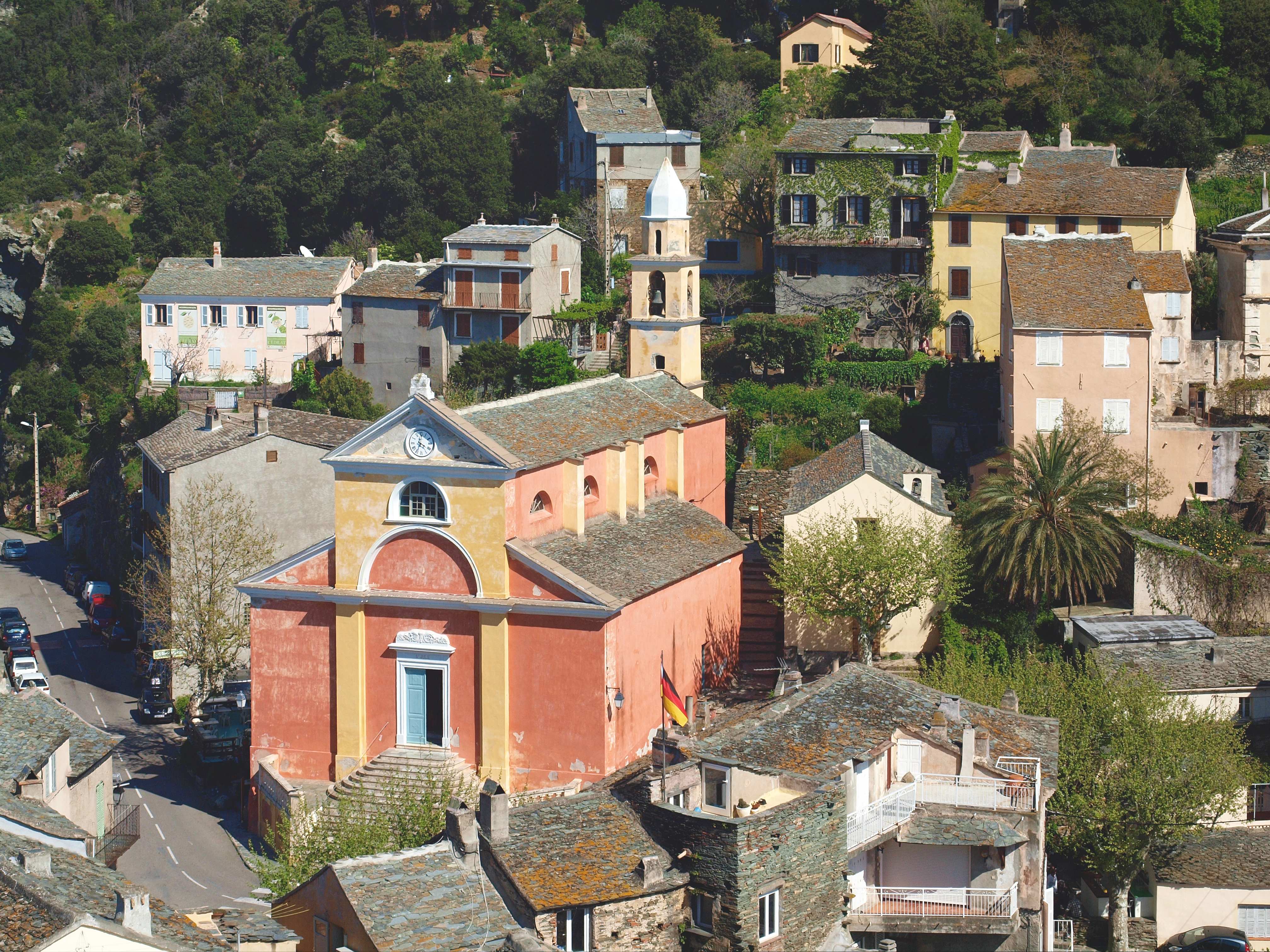
Église Santa-Ghjulia (Sainte-Julie) de Nonza.

- Titre original français : Malaterra
- Création : Stéphane Kaminka, d'après Broadchurch de Chris Chibnall
- Réalisation : Jean-Xavier de Lestrade et Laurent Herbiet
- Scénario : Stéphane Kaminka, Yann Le Nivet, Nathalie Hertzberg et Akima Seghir
- Direction artistique : Stéphane Kaminka
- Décors : Christophe Thiollier
- Costumes : Valérie Mascolo
- Photographie : Isabelle Razavet
- Montage : Sophie Brunet
- Musique : Alexandre Lessertisseur
- Casting : Okinawa Valérie Guerard
- Production : Nora Melhli, Thierry Lachkar, Bouchra Rejani
- Sociétés de production : Shine France Films, en co-production avec AT-Production, avec la participation de France Télévisions et AB3
- Sociétés de distribution (télévision) :
- Pays d'origine : France
- Langue originale : français
- Format : 16/9 - couleur
- Genre : Drame, policier
- Durée : 416 minutes (8 x 52 minutes)

## Épisodes
1. Épisode 01
2. Épisode 02
3. Épisode 03
4. Épisode 04
5. Épisode 05
6. Épisode 06
7. Épisode 07
8. Épisode 08

## Accueil

### Audiences
Les huit épisodes de la série sont regardés en moyenne par 3,7 millions de téléspectateurs, soit 15,2 % du public. C'est bien inférieur aux audiences de la première saison de Broadchurch : 6,4 millions de téléspectateurs en moyenne, soit 25,5 % du public.
Les deux premiers épisodes sont suivis par 4,4 millions de téléspectateurs, soit 17,3 % du public, se plaçant en deuxième position de la soirée. Les deux épisodes suivants n'attirent plus que 3,6 millions d'amateurs de fiction française, soit 14,7 % de part d'audience, accusant une perte de 774 000 téléspectateurs. Les deux épisodes suivants regagnent 128 000 téléspectateurs et sont suivis par 3,7 millions de français, soit 15 % du public. Les deux derniers épisodes sont quasi stables avec 3,7 millions de téléspectateurs, soit 15,2 % de part d'audience.

### Réception critique
La série est plutôt bien appréciée par la presse qui salue la transposition de l'histoire dans les paysages corses ainsi que le bon casting. Mais elle ne peut éviter la comparaison avec la série originale, malheureusement à son désavantage.
Pour Télé Loisirs, l'adaptation est une réussite et « les comédiens sont convaincants, en particulier Simon Abkarian dans le rôle de l'énigmatique commandant Thomas Rotman ». Pour Télé 2 semaines, l'adaptation est également « réussie et bien interprétée ». Pour Télérama, la série est « efficace, portée par une belle distribution » mais ne peut pas éviter les comparaisons avec Broadchurch. L'adaptation est « aussi fidèle qu'impersonnelle » et les changements ne sont finalement qu'anecdotiques.
Sur Twitter, un certain nombre d'internautes reprochent à la série de n'être qu'un copié-collé de la série originale, et donc de n'avoir aucun intérêt.

## Produits dérivés

### Sorties en DVD et Blu-ray
Le coffret DVD de la première saison est disponible depuis le 2 décembre 2015.